# Huda Jama (Slowenien)

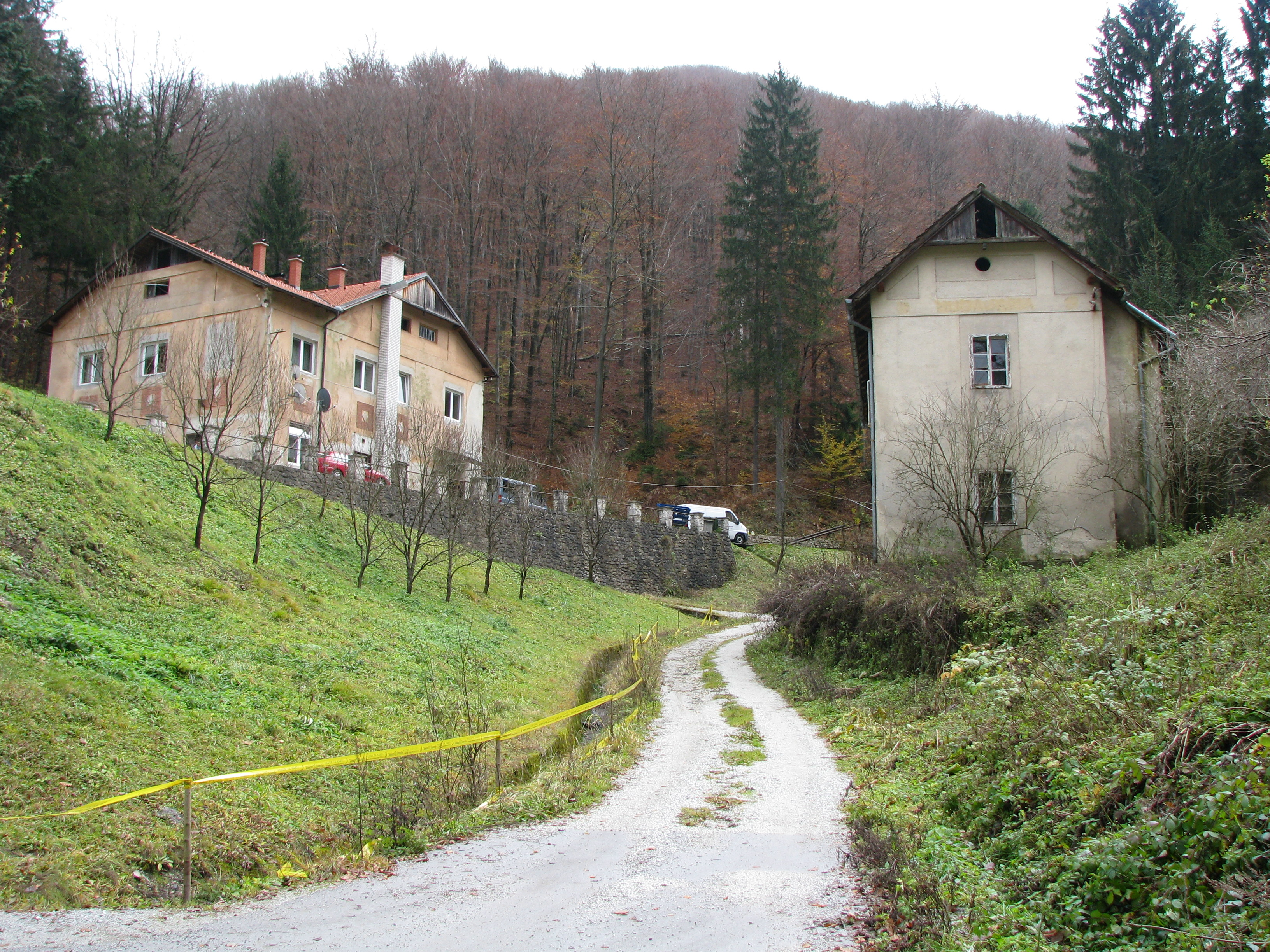
Gebäude in der Nähe des ehemaligen Bergwerks

Huda Jama („böse Höhle“, auch „schlimme Höhle“, „schlimme Grube“); in amtlichen kaiserlich-österreichischen Quellen auch Hudajama ist ein kleiner Ort auf dem Gebiet der Gemeinde Laško in der slowenischen Untersteiermark. Er liegt in einer Mittelgebirgslandschaft am Flüsschen Rečica, einem Nebenfluss der Savinja, auf einer Meeresspiegelhöhe von etwa 335 m. Die umgebenden Berge erreichen Höhen bis zu 700 m. Der Ort wurde bekannt durch das Massengrab im Barbara-Stollen.

## Geschichte
Anfang des 19. Jahrhunderts wurden die Xylit-Kohlelager (auch Lignit oder Schieferkohle genannt) in der Gegend durch österreichische Prospektoren entdeckt. 1813 begann die kommerzielle Ausbeutung durch ein Bergwerk unter der Familie Godalla. Das Bergwerk war unter verschiedenen Eigentümern bis 1855 in Betrieb; dann wurde der Betrieb unter Paul von Putzer mangels Rentabilität stillgelegt und die Maschinen nach Brežno bei Laško verlagert. 1890 wurde der Bergwerksbetrieb wieder aufgenommen. 1902 wurde die Anlage umgebaut und erweitert. Das Bergwerk blieb bis 1942 in Betrieb und wurde danach von 1945 bis 1992 wieder genutzt.
Nach der deutschen Besetzung im Zweiten Weltkrieg wurde der Ort von jugoslawischen Partisanen am 2. Juli 1942 erfolglos attackiert. Ein weiterer Angriff erfolgte am 25. März 1944, wobei sich die deutschen Truppen im Bergwerk verschanzten und es zu größeren Schäden an der Anlage kam.
Seit 2011 ist das Bergwerk der Öffentlichkeit zugänglich. Der ehemalige Bergbaumaschinenraum in der Mine dient jetzt als Kapelle zum Gedenken an die Opfer des Massakers.

## Siehe auch

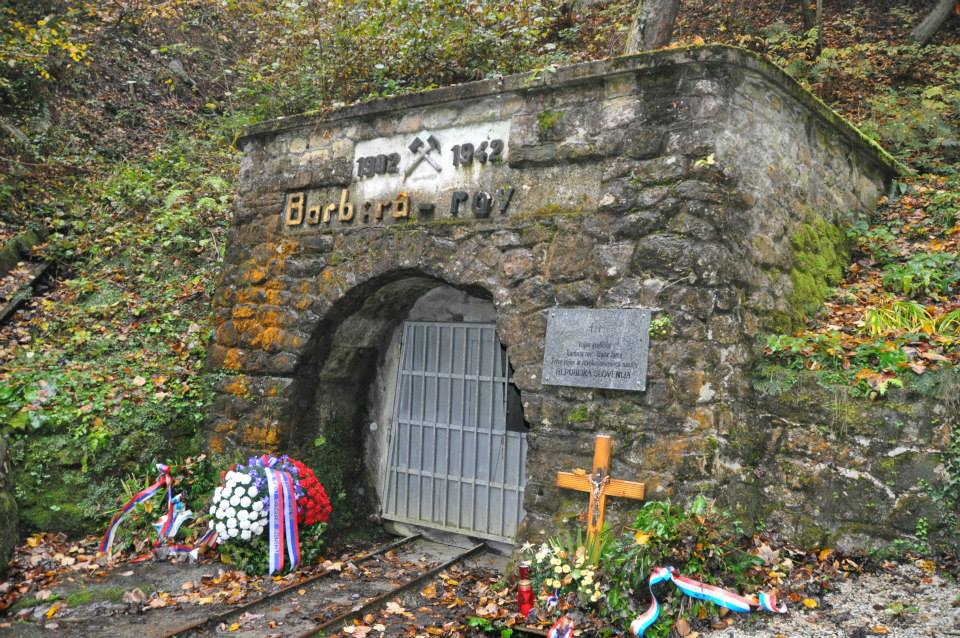
Eingang zum Barbara-Stollen 2015